# Ammobates niveatus
Ammobates niveatus är en biart som först beskrevs av Maximilian Spinola 1838.  Ammobates niveatus ingår i släktet Ammobates och familjen långtungebin. Inga underarter finns listade i Catalogue of Life.